# Nanning
Nanning (egyszerűsített kínai: 南宁, hagyományos kínai: 南寧)) prefektúra szintű város Kína déli részén, Kuanghszi-Csuang Autonóm Terület székhelye és lakossága szerint legnagyobb városa, a vietnámi határ közelében. Lakosainak száma 8 741 584 fő (2020).

## Népesség
| 2018 | 7 254 100 |
| 2020 | 8 741 584 |

## Közlekedés

### Helyi közlekedés
A városban metró is működik.

## Sport
2014 októberében a város adott otthont a tornász-világbajnokságnak.